# 須藤薫&杉真理
須藤薫&杉真理は、日本のポップス音楽ユニットである。須藤薫と杉真理の2人から成る。

## 概要
須藤薫と杉真理の交流は長く、須藤薫が歌手デビューした直後の1980年以降、杉真理は須藤薫に多数の曲を提供する一方、須藤薫は杉真理のアルバムへのコーラス参加や、様々な形でのジョイントコンサートに参加するなどの活発な交流があった。しかし「須藤薫&杉真理」名義の作品がリリースされることはなかった。そして須藤薫は結婚や出産などの影響もあり、1993年には音楽活動を停止してしまった。
その後、須藤薫は1997年の杉真理デビュー20周年記念ライブ「杉真理 20th Anniversary」にゲストの形で参加し、『涙のステップ』を歌った。これ以降、ソニーレコードから須藤薫に対して音楽活動再開の要請が度々寄せられるようになるが須藤薫は固辞し続けた。ところが1998年6月4日の「杉真理パワステ最後の日」に杉に誘われてステージに上がったことなどで心境の変化が顕れ、「杉真理とのデュエットの形で1回だけ」という条件付きながら本格的なライブステージに復帰することになる。
復帰後最初のライブ「Late Night Live」は杉の計らいにより結成されたバックバンド Chili Dogsを伴い1998年8月29日に横浜ランドマークタワー内イベントスペースにて開催された。このライブは大好評で、多方面から「須藤薫&杉真理」としてのアンコールライブの要請を受けることになる。以降「須藤薫&杉真理」はアンコールの要請を受ける形で次々とライブを開催し、杉による「須藤薫&杉真理」のための新曲も作曲されるようになり、1999年7月1日にはミニアルバム「ロマンティック天国」をリリース。現在では毎年12月にクリスマス・ライブを行うなど、ライブ活動を中心とした音楽活動を行っている。
「須藤薫&杉真理」のアルバムの名称等に度々登場する「ポップンロール（POP'N ROLL）」という言葉は、ポップスとロックンロールが絶妙なバランスで融合している彼らの音楽性に着眼した造語である。

## メンバー
「須藤薫&杉真理」はボーカルユニットであるため、ライブなどでの演奏時は必ずバックバンドが必要である（杉はギター演奏も行う）。「須藤薫&杉真理」名義のライブの場合は必ずといってよいほどバックバンド Chili Dogsが随行することになる。ライブ開催時の表記が「須藤薫&杉真理 with Chili Dogs」とされることもある。
- 須藤薫（ボーカル）《1998年～》
- 杉真理（ボーカル・ギター）《1998年～》
- バックバンド Chili Dogs 
  - 小泉信彦（キーボード）《2005年～》
  - 清水淳（ドラム・バックコーラス）《1998年～》
  - 谷口守（ベース・バックコーラス）《1998年～》
  - 渡辺格（ギター）《1998年～》
  - 里村美和（パーカッション）
- バックバンド Chili Dogsの過去のメンバー
  - 嶋田陽一（キーボード）《1998年～2005年》

## ディスコグラフィー

### シングル
- 「君の物語」（2000年1月1日）

収録曲：(1)君の物語／(2)Winter a Go-Go／(3)I WISH／(4)This Maic Moment
コンビネーションアルバム「ポップンロール・プラネット」に収録されていた『This Magic Moment』『Winter a Go-Go』『君の物語』に新曲『I WISH』を加えた内容となっている。
- 「最後のデート～Last Rendezvous～」（2000年7月19日）

収録曲：(1)最後のデート～Last Rendezvous～／(2)クラブ・ロビーナ／(3) お聞きローズマリー（アコースティック・ヴァージョン）／(4)最後のデート～Last Rendezvous～＜オリジナル・カラオケ＞
収録曲は全て新曲である。

### ミニアルバム
- 「ロマンティック天国」（1999年7月1日）

収録曲：(1)ロマンティック天国／(2)さよならHappy Tears／(3)ぼくのOKUSAN〔杉真理ソロ作品〕／(4)ロマンティック天国＜オリジナル・カラオケ＞／(5)さよならHappy Tears＜オリジナル・カラオケ＞／(6)ぼくのOKUSAN〔杉真理ソロ作品〕＜オリジナル・カラオケ＞
「須藤薫&杉真理」の新曲2曲『ロマンティック天国』『さよならHappy Tears』に杉真理の新曲『ぼくのOKUSAN』を加えた内容となっている。

### アルバム
- 「ポップンロール・パラダイス」（1999年8月4日）

杉真理の既発表曲7曲と須藤薫の既発表曲7曲、須藤薫&杉真理の既発表曲2曲（『ロマンティック天国』『さよならHappy Tears』）を収録し、DJを加えたコンビネーションアルバム。
- 「ポップンロール・プラネット」（1999年11月20日）

杉真理の既発表曲7曲と須藤薫の既発表曲7曲、須藤薫&杉真理の新曲3曲（『This Magic Moment』『Winter a Go-Go』『君の物語』）を収録し、DJを加えたコンビネーションアルバム。
- 「恋愛同盟」（2012年3月21日）

コンチネンタル・スター／テイチクエンタテインメントからのアルバム。新曲5曲、杉真理セルフカバーの「ウイスキーが、お好きでしょ」を含む全10曲。

### ベスト盤
- 「POP 'ROUND THE WORLD」（2007年11月21日）…須藤薫&杉真理の事実上のベストアルバムである

## ライブ
- 1998年8月29日 須藤薫&杉真理ライブ「Late Night Live」（横浜ランドマークタワー内イベントスペース）… 須藤薫&杉真理の最初のライブ
- 1999年3月31日 須藤薫&杉真理ライブ「Spring Concert」（東京・渋谷 CLUB QUATTRO）
- 1999年8月9日 須藤薫&杉真理ライブ「ロマンティック天国」（東京・渋谷 ON AIR EAST）
- 2000年1月20日 須藤薫&杉真理ライブ「君の物語 in OSAKA」（大阪・梅田 HEAT BEAT）
- 2000年7月7日-8日 須藤薫&杉真理ライブ「POP'N ROLL TANABATA」（東京・六本木 SWEET BASIL139）
- 2000年7月10日 須藤薫&杉真理ライブ「POP'N ROLL TANABATA」（大阪・梅田 HEAT BEAT）
- 2002年10月13日 須藤薫&杉真理 with Chili Dogsライブ（長野・軽井沢プリンスホテル）
- 2006年7月16日 須藤薫&杉真理ライブ「Summer time Rendezvous」（東京・六本木 STB139）
- 2007年8月24日 須藤薫&杉真理 with Chili Dogsライブ「須藤 薫&杉 真理 Summer Concert“ずっとサマー・ホリデー”」（東京・六本木 STB139）
- 2008年2月8日 須藤薫&杉真理 with Chili Dogsライブ「須藤 薫&杉 真理 ヴァレンタイン・ライヴ“POP 'ROUND THE WORLD”」（東京・六本木 STB139）

## クリスマス・ライブ
- 1997年12月22日 須藤薫&杉真理「Starlight Concert」（東京・池袋 サンシャインプラネタリウム）
- 1998年12月21日 須藤薫&杉真理「Xmas Concert」（東京・銀座 SOMIDO HALL）
- 1999年12月2日 須藤薫&杉真理「Xmas Concert」（東京・六本木 SWEET BASIL139）
- 2000年12月16日 須藤薫&杉真理「POP'N ROLL CHRISTMAS」（東京・六本木 SWEET BASIL139）
- 2001年12月15日 須藤薫&杉真理「Winter a go-go」（東京・六本木 SWEET BASIL139）
- 2002年12月14日 「WINTER LOUNGE 2002」（東京・六本木 SWEET BASIL139）

出演者：杉真理、須藤薫、清水淳、谷口守、嶋田陽一、渡辺格、楠瀬誠志郎
- 2004年12月10日 須藤薫&杉真理「Happy December」（東京・六本木 SWEET BASIL139）
- 2005年12月16日 須藤薫&杉真理「Amazing Winter」（東京・六本木 SWEET BASIL139）
- 2006年12月15日 須藤薫&杉真理「Christmas Concert」（東京・六本木 STB139）